# Al·lomona
Un al·loquímic o al·lomona és qualsevol substància química produïda i alliberada per un individu d'una espècie que afecta el comportament d'un membre d'una altra espècie a benefici de qui l'ha originat però no del receptor. La producció d'al·lomones és una forma de defensa comuna, particularment entre les plantes per defensar-se dels insectes herbívors. Molts insectes han desenvolupat sistemes de defensa contra els de les plantes dins una cursa evolutiva. Un dels sistemes és adaptar-se a les al·lomones fent una reacció positiva davant d'elles i passant a ser una kairomona. Altres alteren les al·lomones per formar feromones o altres hormones, i amb altres sistemes com la regurgitació davant un atac d'insectes. En són exemples els antibiòtics que interrompen el creixement i el desenvolupament, redueixen la longevitat dels adults; i els antixenòtics que interrompen el comportament normal de selecció de l'hoste per exemple repel·lents, suppressors, excitants locomotors. Desmodium és un exemple de planta que produeix al·lomones.